# Сенченко Іван Андрійович
Іва́н Андрі́йович Се́нченко (рос. Иван Андреевич Сенченко; нар. 1929) — радянський і російський учений, доктор історичних наук (1966). Професор. Академік Російської академії природничих наук (1994). Дійсний член Російського географічного товариства. Більшу частину життя присвятив вивченню історії Сахаліну та Курильських островів і, зокрема, доведенню та легалізації історичних та юридичних прав Росії на ці території.

## Біографія
1952 року закінчив історичний факультет Московського університету.
1957 року захистив кандидатську дисертацію.
1966 року захистив докторську дисертацію «Історія Сахаліну та Курильських островів із середини 17 століття до 1917 року».
Викладав історію в Южно-Сахалінському педагогічному інституті. Організував і провів дві експедиції з дослідження Сахаліну та Курильських островів.
Деякий час працював завідувачем кафедри історії СРСР в Одеському університеті.
Нині професор кафедри історії та культури Московського лінгвістичного університету.
Директор науково-освітнього центру Російського дворянського зібрання.
Почесний доктор Ягеллонського університету (Краків, Польща).

## Основні праці
- «Нариси історії Сахаліну» (Южно-Сахалінськ, 1957).
- «Революціонери Росії на Сахалінській каторзі» (Южно-Сахалінськ, 1963).
- «Історія та культура США» (Москва, 1982) — у співавторстві.
- «Історія та культура Великої Британії» (Москва, 1982) — у співавторстві.
- «Російські Курили: історія та сучасність» (Москва, 1995, друге видання — 2002; збірник документів з історії формування російсько-японського та радянсько-японського кордону) — один із п'яти співавторів.
- «Держава та право, історія та культура Великої Британії та США» (Москва, 2005; серія «Конспект лекцій»).
- «Сахалін і Курили — історія освоєння та розвитку» (Москва, 2006. — 512 сторінок).

Остання книга, що вийшла в серії «Моя Росія» і має виразний політичний підтекст, стала логічним підсумком багаторічних досліджень історика.